# Rune Gustafsson (muzyk)
Rune Urban Gustafsson (ur. 25 sierpnia 1933 w Göteborgu, zm. 15 czerwca 2012 w Sztokholmie) – szwedzki gitarzysta jazzowy i kompozytor muzyki filmowej.
W latach 50. przeniósł się z Göteborga do Sztokholmu, gdzie grał w zespołach Putte Wickmana i Arnego Domnérusa. Jego pierwsza płytą jako lidera była Young Guitar z 1961, na której grali również Arne Domnérus, Jan Johansson, Jimmy Woode, Bjarne Nerem, Börje Fredriksson i Jan Allan. Nagrywał z takimi muzykami, jak Red Mitchell, Ed Thigpen i Zoot Sims.
Skomponował muzykę do filmów Człowiek, który przestał palić (Mannen som slutade röka) (1972), Släpp fångarne loss, det är vår!  (1975) i Niedzielne dzieci (Söndagsbarn) (1992).

## Wybrana dyskografia
- 1961 Young Guitar
- 1969 Rune at the Top
- 1972 Himself
- 1972 Dialog (duet z Arne Domnérusem)
- 1973 Killing Me Softly
- 1974 Svarta Får  (duet z Arne Domnérusem)
- 1974 Out of My Bag
- 1975 Plays Stevie Wonder
- 1976 On a Clear Day
- 1977 Move
- 1979 The Sweetest Sounds (z Zootem Simsem)
- 1979 Vårat Gäng (z Arne Domnérusem i Georgiem Riedelem)
- 1982 La Musique
- 1983 Altihop (z Visby Big Band)
- 1993 Sweet and Lovely (z Janem Allanem i Georgiem Riedelem)
- 1994 Hartfelt (z Arne Domnérusem)[1]
- 2007 Guldkorn[2]